# Zephyranthes pulchella
Zephyranthes pulchella är en amaryllisväxtart som beskrevs av Jared Gage Smith. Zephyranthes pulchella ingår i släktet Zephyranthes och familjen amaryllisväxter. Inga underarter finns listade i Catalogue of Life.